# Marathon (Lied)
Marathon ist ein Lied der deutschen Schlagersängerin Helene Fischer. Das Stück ist die dritte Singleauskopplung aus ihrem sechsten Studioalbum Farbenspiel.

## Entstehung und Artwork
Geschrieben wurde das Lied von Jean Frankfurter und Joachim Horn-Bernges. Arrangiert, produziert und programmiert wurde die Single von Frankfurter. Gemastert und gemischt wurde die Single in den Berliner Eastside Studios, unter der Leitung von Michael Bestmann. Neben Fischers Gesang, sind im Hintergrund noch die Sänger Bimey Oberreit, Franco Leon, Julian Feifel und Kareena Schönberger zu hören. An der Gitarre wurde der deutsche Gitarrist Peter Weihe für diesen Song engagiert. Neben Weihe ist Frankfurter als Keyboarder zu hören. Die Single wurde unter dem Musiklabel Polydor veröffentlicht und durch Universal Music Publishing vertrieben. Auf dem Cover der Maxi-Single ist – neben der Aufschrift des Künstlers und des Liedtitels – Fischer mit Schokoladen verschmierten Fingern und Lippen zu sehen. Aufgenommen wurde das Lied in den Hamburger Gaga Studios.

## Veröffentlichung und Promotion
Die Erstveröffentlichung von Marathon erfolgte als Teil von Fischers sechsten Studioalbum Farbenspiel am 4. Oktober 2013. Im Mai 2014 erschien das Lied als Airplay. Die Veröffentlichung als Single folgte einen Monat später am 6. Juni 2014 im deutschsprachigen Raum. Die Single ist als Einzeldownload und als digitale sowie physische EP erhältlich. Die reguläre EP beinhaltet insgesamt acht Stücke, eine spezielle Version bei iTunes beinhaltet insgesamt zehn Stücke.
Um das Lied zu bewerben, folgten unter anderem Liveauftritte zur Hauptsendezeit bei der ESC Grand Prix Party 2014 von der Hamburger Reeperbahn und bei Willkommen bei Carmen Nebel im ZDF.
| Marathon EP 1. Marathon (Don Krutscho Single Mix) 3:49 2. Marathon (Numarek Radio Mix) 3:59 3. Marathon (Pachanga Remix) 3:56 4. Marathon (Album Version) 3:48 5. Marathon (Pandeitro Do Brazil Remix) 4:02 6. Marathon (Bahia Remix) 4:00 7. Marathon (Don Krutscho Extended Mix) 4:44 8. Marathon (Numarek Extended Mix) 5:31 | Marathon iTunes EP 1. Marathon (Don Krutscho Single Mix) 3:46 2. Marathon (Numarek Radio Mix) 3:57 3. Marathon (Pachanga Remix) 3:55 4. Marathon (Album Version) 3:47 5. Marathon (Pandeitro Do Brazil Remix) 4:01 6. Marathon (Bahia Remix) 3:59 7. Marathon (Don Krutscho Extended Mix) 4:44 8. Marathon (Numarek Extended Mix) 5:31 9. Marathon (Pachanga Extended Mix) 4:52 10. Marathon (Pandeitro Do Brazil Extended Mix) 5:15 |

## Inhalt
Der Liedtext zu Marathon ist in deutscher Sprache verfasst. Die Musik wurde von Jean Frankfurter und der Text von Joachim Horn-Bernges verfasst. Musikalisch bewegt sich das Lied im Bereich des Schlager. Inhaltlich befasst sich der Text mit Fischers größtem Schwachpunkt, mit der Liebe nach Schokolade. Anfangs ist nicht zu erahnen, wem die Liebeserklärung gelten soll. Erst mit der vorletzten Zeile „Für Schokolade sterbe ich, was wär' ein Tag nur ohne dich“, deckt Fischer das Geheimnis auf, dass es sich um eine Liebeserklärung an Schokolade handelt.

„Mein Herz läuft Marathon,
wenn ich in deine Nähe komm’.
Ich geb’ es nicht gern zu,
mein größter Schwachpunkt – bist du.
Mein Herz läuft Marathon;
und die mich kennen, wissen schon.
Wenn ich schlecht funktionier’,
dann hab’ ich Lust nur – nach dir.“

## Mitwirkende
| Liedproduktion - Michael Bestmann: Abmischung, Mastering - Julian Feifel: Hintergrundgesang - Helene Fischer: Gesang - Jean Frankfurter: Arrangement, Keyboard, Komponist, Musikproduzent, Programmierung - Joachim Horn-Bernges: Liedtexter - Franco Leon: Hintergrundgesang - Bimey Oberreit: Hintergrundgesang - Kareena Schönberger: Hintergrundgesang - Peter Weihe: Gitarre | Unternehmen - Eastside Studio: Tonstudio - Gaga Studio: Tonstudio - Polydor: Musiklabel - Universal Music Publishing: Vertrieb |

## Chartplatzierungen
Marathon erreichte in Deutschland Position 27 der Singlecharts und konnte sich insgesamt sechs Wochen in den Charts platzieren. In den Konservativ Pop Airplaycharts erreichte die Single für zwei Wochen die Chartspitze. In Österreich erreichte die Single in drei Chartwochen mit Position 16 seine höchste Chartnotierung. 2014 belegte die Single in den Jahrescharts der Konservativ Pop Airplaycharts den ersten Rang.
Für Fischer ist dies der elfte Charterfolg in Deutschland und der sechste in Österreich. Für Frankfurter als Autor ist Marathon bereits die 53. Single in Deutschland und die 16. Single in Österreich, die sich in den Singlecharts platzieren konnte. Für Frankfurter als Produzenten ist Marathon bereits sein 36. Charterfolg in Deutschland sowie sein zehnter in Österreich.